# 여성주의교육

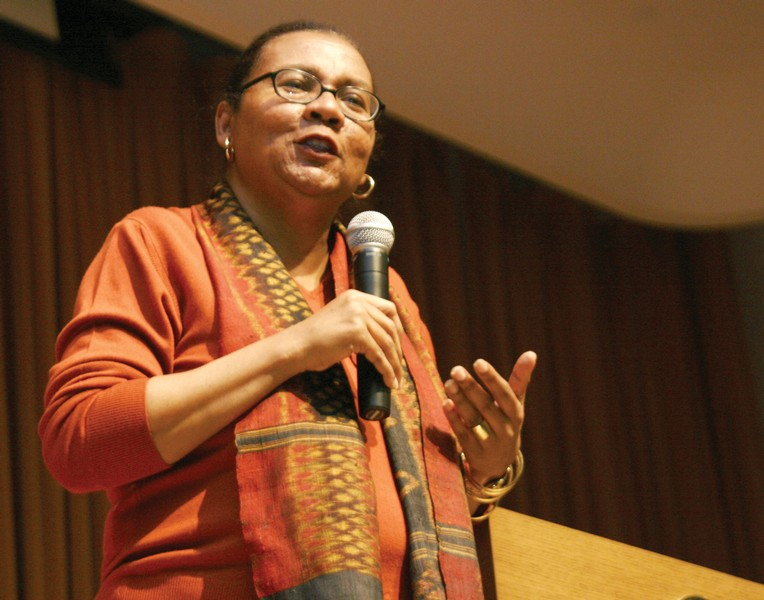

여성주의교육은 여성주의의 관점에서 교육을 바라보고, 궁극적으로 교육의 개념·목적·내용·방법 등에서 나타나는 성차별적인 요소를 바로잡고 이를 통하여 사회의 성차별적인 관행을 바로잡고자 하는 교육 이론이다.

## 이론적 배경
여성주의는 제1물결기, 제2물결기, 제3물결기를 통해 발전해왔다. 이를 통해 양성평등교육은 여성의 권익 신장과 평등사회를 만들기 위한 목적과, 궁극적으로 자유·평등·인간성의 실현을 통해 남녀가 각자 타고난 능력과 소질을 최대한 발휘할 수 있는 것을 목표로 하고 있으나, 교육을 바라보는 관점은 다양하다.
먼저 교육을 개인의 발달과 여성의 해방의 도구로 바라보는 관점에서는 여성의 발달을 위한 교육의 기회 균등과 건전한 인간성의 함양을 주 목적으로 한다. 사회주의의 영향을 받은 관점에서는 교육을 문화 재생산의 도구로 보아 학교교육을 통해 성적 불평등이 재생산되고 성역할이 고정되는 과정을 규명하려고 하였다. 마지막으로 교육을 대안문화 형성의 원동력으로 보는 입장에서는 기존 관습을 교육이 비판하고 대안적 가치이 형성과 확산에 기여하여야 한다고 주장하면서 여성의 주체성과 독특한 경험을 교육의 정당한 부분으로 인정해야한다고 주장하였다.

## 교육과정
양성평등 교육과정은 남성을 중심으로 설계된 기존의 교육과정과 교육적 관점에 변화를 모색하였다. 사회는 성적으로 계층화되어있지만, 전통적 교육에서는 이러한 점이 고려되지 않았으며, 여성의 특수성을 고려한 교육적 논의와 실천이 필요하다고 주장한다.

### 일반사회과의 양성평등 교육과정
일반사회과는 사회현상을 직접 다루기 때문에 다른 어떤 교과보다 양성평등과 여성주의를 다루기 용이하다는 특징이 있다. 그러나 일반사회과의 교육에서 양성평등을 다루어 온 방향은 주로 성차별·성평등 정책의 분석과 비판에 머물러왔으며, 성역할과 성정체성에 대한 비판적인 검토와 여성의 사고·생활 경험·역사적 공헌·관점·가치 등이 교육과정에 반영되지 못했다는 지적이 있다. 또한 자유와 평등이 민주주의의 기본적 가치로 존중되는 한, 사회과에서는 성평등 문제에 주목할 필요성이 제기되고 있다. 블룸과 오초아는 양성평등교육을 효과적으로 교수하기 위해 비교모델과 분리모델, 통합모델을 제시하였다.

#### 비교모델
비교모델은 여성문제에 대하여 남성과 여성의 입장을 비교하고 입장의 공통점과 차이점을 분석하게 하여 다양한 관점이 존재함을 인식시키는 방법이다. 그러나 교육적 목적과는 관계 없이 교육과정의 준수를 위해 여성문제를 피상적으로 다루거나, 성차별주의를 재생산할 수 있다는 단점이 있다.

#### 분리모델
분리모델은 양성평등교육을 기존의 일반 교육과정에서 분리하여 독립적으로 다루는 것으로, 여성문제를 심도있고 집중적으로 다룰 수 있으나, 남녀의 차이를 간과하거나 여성문제를 피상적으로 다룰 수 있다는 단점과 더불어 시수 확보의 어려움이 존재한다.

#### 통합모델
통합모델은 여성학을 기존 초중등교육과정에 병합하여 여성학을 특별대우하거나, 여성문제를 단순 비교하는데서 벗어나 정규과정의 일부로 운영한다. 이를 통해 여성문제의 중요성을 강조하고 여성학을 다른 학문과 동등하게 대우한다는 메시지를 전달할 수 있으나, 교사의 재교육과 학교 시스템의 변화가 필요해 많은 시간과 비용이 소모된다는 문제가 있다.